# 毒ヶ森
毒ヶ森（どくがもり・ぶすがもり）は、岩手県雫石町の南東、紫波郡矢巾町の境界近くに位置する標高782メートルの山である。

## 概要
南昌山の北西約2キロメートル、大石山と赤林山の間に位置し、南昌山と同じような釣り鐘形の山である。岩手県道281号矢巾西安庭線の南昌第一トンネルのほぼ上に聳えており、雫石側のトンネル手前付近から間近で山体を眺める事ができる。
南東2kmにある南昌山の古名も毒ヶ森（どくがもり）であった（1693年に徳ヶ森もしくは毒ヶ森から南昌山に改称されたと伝えられる）。同県花巻市と北上市の境にも同名の山がある。

### 地質
中新世の凝灰岩層に貫入した鮮新世の安山岩が山頂を構成する岩頸で、同じ山塊に属する南昌山や東根山とともに周辺から突出した地形をなしている。